# Гусарева Балка
Гусарева Балка — хутор в Азовском районе Ростовской области.
Административный центр Калиновского сельского поселения.

## География
Хутор находится на расстоянии 50 км (по дорогам) к югу от города Азов, административного центра района.

## Население
| 1989 | 2002 | 2010 |
| ---- | ---- | ---- |
| 557  | ↗648 | ↘577 |

### Национальный состав
Согласно результатам переписи 2002 года, в национальной структуре населения русские составляли 91 %.

## Улицы
| - ул. Кирова, - пер. Майский, | - ул. Мира, - ул. Молодёжная. |